# Julian Przyboś

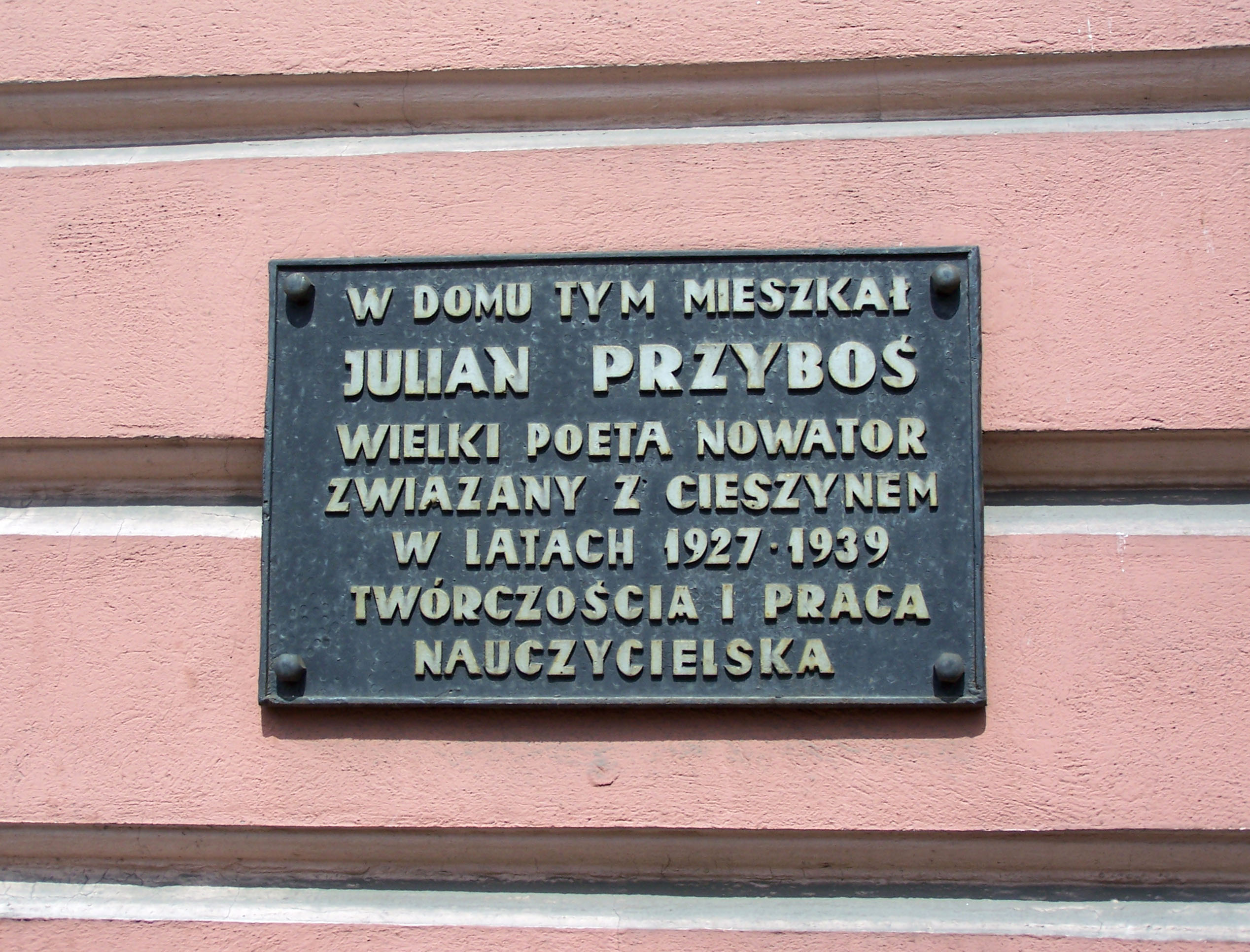
Tablica pamiątkowa w Cieszynie (2011)

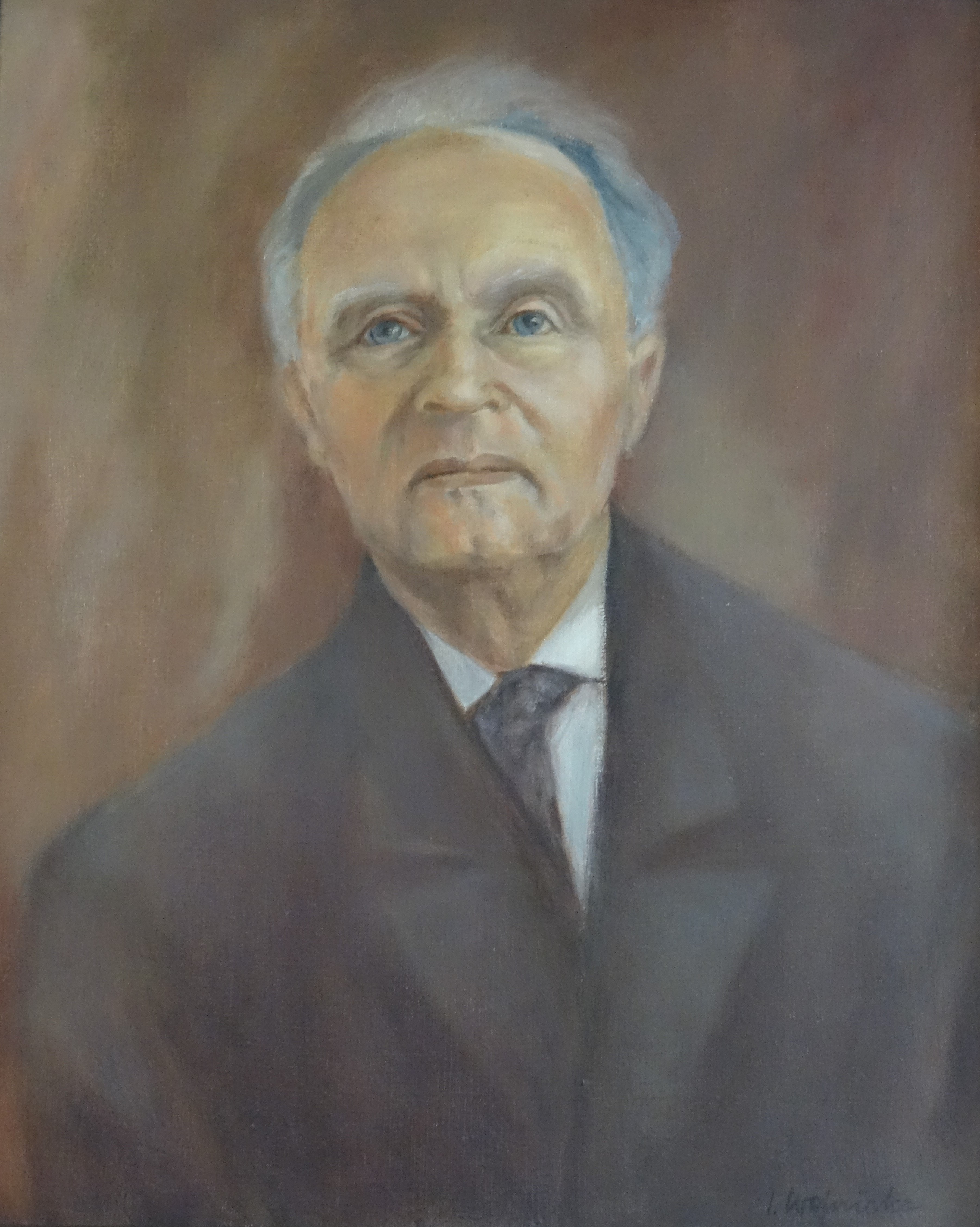
Portret Juliana Przybosia autorstwa Ireny Wojnickiej-Markielowskiej

Julian Przyboś (ur. 5 marca 1901 w Gwoźnicy Dolnej, zm. 6 października 1970 w Warszawie) – polski poeta, eseista i tłumacz, polityk i dyplomata. Czołowy przedstawiciel Awangardy Krakowskiej. Poseł nadzwyczajny i minister pełnomocny w ambasadzie RP w Szwajcarii 1947–1951, dyrektor Biblioteki Jagiellońskiej w Krakowie 1951–1955.

## Życiorys
Urodził się w Gwoźnicy Dolnej pod Strzyżowem w rodzinie chłopskiej jako piąte z siedmiorga dzieci Józefa (1862–1944), gospodarza na pięciu hektarach, kilkukrotnego emigranta zarobkowego w Stanach Zjednoczonych, i Heleny z Petyniaków (1866–1945), córki wiejskiego nauczyciela. Jego braćmi stryjecznymi byli nauczyciele Stefan i Adam Przybosiowie. Do czteroklasowej szkoły powszechnej uczęszczał w Gwoźnicy Górnej, a potem w Gwoźnicy Dolnej. Od 1912 uczył się w II Gimnazjum, a od 1913 w I Gimnazjum w Rzeszowie, które ukończył 5 czerwca 1920. Pod wpływem starszego kolegi z II Gimnazjum, Jana Wcisły ps. „Pankracy”, który wciągnął go do konspiracji niepodległościowej, studiował literaturę socjalistyczną (w jego ówczesnym mniemaniu „mało radykalną”) i anarchistyczną, w tym Wspomnienia rewolucjonisty Piotra Kropotkina i wydane anonimowo Wspomnienia nihilisty Władimira Karpowicza Debogorija-Mokriewicza. Debiutował w 1917 sonetem „Wschód słońca” w konspiracyjnym piśmie uczniowskim „Zaranie”.

### Dwudziestolecie międzywojenne
W 1918 wstąpił do POW, co najmniej od 1917 brał udział w akcjach sabotażowych i dywersyjnych przeciwko władzy austriackiej (m.in. w nieudanej próbie odbicia uwięzionych legionistów w 1917 i w wykradaniu broni z transportów kolejowych), napisał ulotkę do ukraińskich żołnierzy 77 Pułku Piechoty. Od 31 października 1918 uczestniczył w rozbrajaniu garnizonu i opanowywaniu obiektów wojskowych w Rzeszowie oraz w służbie wartowniczej na dworcu Staroniwa i w koszarach ułanów przy ul. Lwowskiej. Od 21 listopada 1918 do 13 stycznia 1919 wraz z ochotniczą kompanią studencką przy zachęcie dyrekcji gimnazjalnej walczył w obronie Lwowa przed Ukraińcami (był ranny w bitwie pod Sokolnikami). Poznał tam pisarza i mistyka neopogańskiego Hieronima Niegosza, który wywarł duży wpływ na jego ówczesną postawę i wczesną twórczość. Po uzyskaniu matury w czerwcu 1920 wstąpił ochotniczo do Wojska Polskiego i uczestniczył w wojnie polsko-bolszewickiej pod Lwowem i Krasnem, gdzie dostał się do niewoli, skąd zbiegł.
W latach 1920–1923 studiował polonistykę na Uniwersytecie Jagiellońskim. W czerwcu 1921 wraz z bratem stryjecznym Stefanem odtworzył akademickie Koło Literacko-Artystyczne, które obaj następnie przekształcili w Klub Akademicki „Dionizy”. W 1922 związany był z grupą młodych poetów krakowskich, określających się jako negatywiści, a następnie od 1923 z nurtem Awangardy Krakowskiej Tadeusza Peipera. Według relacji kuzyna Adama zmienił poglądy na „zdecydowanie lewicowe” zimą 1923/1924. W 1925, w roku swojego właściwego debiutu literackiego, zaprzyjaźnił się trwale z Jalu Kurkiem, który wydał wówczas swój pierwszy tom Upały. Już wcześniej łączył ich krytyczny stosunek do tradycjonalistycznej „Ponowy”, natomiast różniło nastawienie do futuryzmu, o którym Przyboś wyrażał się także negatywnie. Obaj publikowali na łamach wydawanej przez Peipera „Zwrotnicy” (1923–1927), a w latach 1931–1933 wydawali wspólnie z Janem Brzękowskim „Linię”, która podjęła na nowo nurt Awangardy Krakowskiej. Ukazywały się tam manifesty programowe i polemiki Przybosia. W latach 1930–1935 Przyboś należał do grupy „a.r.” („artyści rewolucyjni” lub „awangarda rzeczywista”).
Po studiach pracował jako nauczyciel w Państwowym Gimnazjum w Sokalu do początku 1926, skąd przeniesiono go do Państwowego Gimnazjum im. Bolesława Chrobrego w Leżajsku od 1 lutego 1926, gdzie nie podjął obowiązków, wobec czego został zwolniony ze stanowiska z dniem 31 grudnia 1926. Później pracował do 1927 w Chrzanowie i w latach 1927–1939 w Cieszynie, gdzie uczył kolejno w Państwowym Gimnazjum im. Antoniego Osuchowskiego i w Państwowym Gimnazjum Matematyczno-Przyrodniczym. Od stycznia do późnych miesięcy 1937 przebywał w Paryżu na płatnym urlopie od władz szkolnych i stypendium Funduszu Kultury Narodowej, poznając nowe trendy w literaturze i sztuce, a także podróżując do Bretanii i Włoch. Drugi wyjazd do Francji, Belgii i Włoch zrealizował od listopada 1938 do lipca 1939 dzięki stypendium rządu francuskiego.

### II wojna światowa
Po wybuchu wojny ewakuował się wraz z żoną z Bogumina przez Rzeszów na wschód. Po przyłączeniu 1 listopada 1939 przez ZSRR tzw. Zachodniej Ukrainy do Ukraińskiej Socjalistycznej Republiki Radzieckiej osiadł we Lwowie, gdzie od 1 grudnia pracował w bibliotece Ossolineum. W 1940 został członkiem Komitetu Mickiewiczowskiego i uczestniczył w obchodach 85. rocznicy śmierci Adama Mickiewicza, rozpoczął studia nad twórczością tego autora, opublikowane później w książce Czytając Mickiewicza (1950). Wszedł w skład kolegium redakcyjnego „Nowych Widnokręgów” i wstąpił do Związku Radzieckich Pisarzy Ukrainy. Był współautorem wydanego w 1940 w Kijowie podręcznika literatury polskiej dla 10 klas szkoły radzieckiej.
Po agresji Niemiec na ZSRR z 22 czerwca 1941 pracował jako robotnik w lwowskich ogrodach miejskich. 14 października 1941 został aresztowany przez gestapo pod zarzutem współpracy z NKWD. Uwolniony po dwóch tygodniach dzięki staraniom żony Bronisławy, która przedstawiła na jego obronę wyjaśnienia i dokumenty, ukrywał się w administrowanym przez Jerzego Hohendorffa gospodarstwie w majątku Zwertów pod Żółkwią, gdzie odwiedzał go Kornel Filipowicz. Jego żona otrzymała propozycję prowadzenia tam gospodarstwa kobiecego. Po przejęciu zarządu przez gestapo w listopadzie 1941 powrócił z żoną do Gwoźnicy Dolnej i pracował na roli w gospodarstwach rodziców i brata. 4 kwietnia 1943 urodziła się tam jego najstarsza córka Wanda. Brał udział w tajnym nauczaniu, przygotowując Mieczysława Marcinkowskiego (w 1944 dowódcę dywersji bojowej Placówki AK Niebylec) i jego starszego brata Henryka do konspiracyjnej matury, złożonej w 1943 przed komisją „Kuźnicy”, agendy oświatowej Inspektoratu AK Rzeszów. Według relacji związanego z Batalionami Chłopskimi pisarza Andrzeja Urbana odmówił natomiast w 1943 tajnego nauczania w siódmej klasie szkoły powszechnej w Lutczy. 
Przebywając w Gwoźnicy Dolnej korespondował z młodymi krakowskimi literatami Adamem Włodkiem i Kornelem Filipowiczem, entuzjastami jego twórczości. Pod koniec 1943 ukazał się konspiracyjnie w Krakowie pod pseudonimem Julian Wgłąbleski tom jego wierszy zatytułowany Póki my żyjemy, przepisany własnoręcznie przez autora w 10 egzemplarzach, z okładką projektu Marii Jaremianki (żony Filipowicza). To rękopiśmienne wydanie stało się impulsem dla „uczniów duchowych” poety, Włodka i Tadeusza Jęczalika, do uruchomienia na bazie maszynopisów dwudziestotomowej serii wydawniczej znanej później jako „Biblioteka Poetycka Krakowa” (luty 1944–styczeń 1945). W jej ramach ukazało się wznowienie (luty 1944, 50 egz.) i poszerzona edycja (maj 1944, 30 egz., pod pseudonimem Lesław Leski) tomu Póki my żyjemy, a także tomy Do Ciebie o mnie (maj 1944, 5 egz., pod ps. Bolesław Skiełeń) i Miejsce na ziemi. Zbiór wierszy z lat 1922–1944 (listopad 1944, 8 egz., 194 s.). Na „cykl gwoźnicki" składają się utwory sielankowe inspirowane pracą na roli, w których według Jerzego Święcha poeta „opanowuje i ucisza [prawa wojny] wysiłkiem wyobraźni stwarzającej”.
Na wieść o wyzwoleniu Rzeszowa spod okupacji niemieckiej przez Armię Czerwoną (2 sierpnia 1944) Przyboś wyruszył tam pieszo z Gwoźnicy Dolnej i włączył się do tworzenia struktur „władzy ludowej”, nawiązując kontakt z delegatami Polskiego Komitetu Wyzwolenia Narodowego Bolesławem Drobnerem i Stanisławem Skrzeszewskim. Redagował „Biuletyn Informacyjny” na podstawie materiałów miejscowej komendy Armii Czerwonej – pismo to zastąpiło wydawane 3–9 sierpnia przez kpt. Tadeusza Pejdę „Komunikaty Radzieckiego Biura Informacyjnego”. Wszedł w skład Wojewódzkiej Rady Narodowej (WRN) w Rzeszowie jako jej sekretarz. Na jej inauguracyjnym posiedzeniu 18 sierpnia został mianowany pierwszym kierownikiem Wydziału Informacji i Propagandy. Wydział, złożony z Przybosia (informacja) i lwowskiego dziennikarza Romana Pilarza (propaganda), przejął od 20 sierpnia wydawanie „Biuletynu Informacyjnego”. Pod koniec sierpnia 1944 Przyboś stał się celem nieudanego zamachu przeprowadzonego przez podziemie antykomunistyczne; według innej wersji zamach został odwołany przez rzeszowskie kierownictwo Armii Krajowej.
Przyjmując doręczone przez Jerzego Putramenta zaproszenie do tworzonego wokół Jerzego Borejszy w Lublinie środowiska literatów, na przełomie sierpnia i września Przyboś wyjechał z Rzeszowa, przekazując kierownictwo WIiP Irenie Pancerz. 3 września 1944 został wybrany tymczasowym prezesem reaktywowanego dwa dni wcześniej na zjeździe w Lublinie Związku Zawodowego Literatów Polskich i sprawował tę funkcję do przełomu sierpnia i września 1945. Nawiązał współpracę z tygodnikiem „Odrodzenie”, którego redakcję Borejsza powierzył Karolowi Kurylukowi. Na jego łamach ukazał się już drukiem (w Zamościu na maszynie zabezpieczonej przez Zygmunta Klukowskiego) 22 października 1944 tom Póki my żyjemy. Przyboś wszedł także w Lublinie do Krajowej Rady Narodowej (KRN) i objął w październiku 1944 funkcję zastępcy przewodniczącego Komisji Oświaty KRN. 4 lub 15 października 1944 stanął na czele nowo powołanego Wydziału Kultury i Sztuki WRN w Rzeszowie, a 23 października przekazał te obowiązki Pilarzowi.
21 stycznia 1945 po wyparciu Niemców z Krakowa przez Armię Czerwoną przybył do miasta z ramienia Rządu Tymczasowego Rzeczypospolitej Polskiej wraz z Adamem Ważykiem i Stanisławem Piętakiem. W maju 1945 zapisał się do PPR (od 1948 PZPR) – w tajemnicy przed żoną. Pomógł Kurylukowi na przełomie stycznia i lutego 1945 przenieść redakcję „Odrodzenia” z Lublina do Krakowa na ul. Basztową 15 i kontynuował współpracę z tym pismem. Był autorem nazwy wychodzącego od sierpnia 1945 miesięcznika literackiego „Twórczość”, redagowanego przez Kazimierza Wykę, wziął udział w zorganizowanej przez miesięcznik ankiecie programowej „Jak oceniam literaturę dwudziestolecia”, która zapowiadała dalszy rozwój przedwojennych tradycji. W 1946 spędził z grupą polskich literatów miesiąc w Czechosłowacji, zaprzyjaźnił się z poetą Františkiem Halasem. Po relokacji „Odrodzenia” do Warszawy pisał także do ukazującego się od marca 1947 w Krakowie „Dziennika Literackiego”.

### Lata powojenne
W październiku 1947 wyjechał do Berna, gdzie sprawował funkcję posła nadzwyczajnego i ministra pełnomocnego w ambasadzie RP w Szwajcarii. Kontynuował tam studia nad poezją Mickiewicza i Juliusza Słowackiego. Zabiegał u ministra spraw zagranicznych Zygmunta Modzelewskiego o przeniesienie do ambasady w Rzymie. W 1948 odwiedził ponownie Włochy i Paryż, a w grudniu 1948 wziął udział w kongresie zjednoczeniowym PPR i PPS.
Po odwołaniu z placówki dyplomatycznej w sierpniu 1951 objął 25 października tego roku poleconą mu przez przyjaciela Kurka posadę dyrektora Biblioteki Jagiellońskiej w Krakowie, którą pełnił do listopada 1955. Prowadził w tym okresie badania nad poezją ludową, krytykował poezję realizmu socjalistycznego za dogmatyzm i uproszczenia. W lutym 1953 podpisał tzw. Apel Krakowski. Po wyjeździe latem 1955 do Włoch i Szwajcarii przeniósł się najpierw do Łodzi, a pod koniec roku do Warszawy, gdzie rozpoczął pracę w „Przeglądzie Kulturalnym”. Stał się rzecznikiem tradycji awangardowej, przypominając w Warszawie i Paryżu twórczość nieżyjącego już lidera grupy „a.r.” Władysława Strzemińskiego, a także do 1962 patronem młodych poetów kontestatorów z Mironem Białoszewskim i Jerzym Harasymowiczem na czele.
Po inwazji ZSRR na Węgry wystąpił z PZPR 21 czerwca 1958, protestując przeciwko wykonaniu wyroku śmierci na Imrem Nagyu. Decyzji tej później żałował. W tym samym roku spłonął jego rodzinny dom w Gwoźnicy Dolnej. W 1965 Przyboś doprowadził do powstania specjalistycznego miesięcznika „Poezja” i został zastępcą jego redaktora naczelnego, Jana Zygmunta Jakubowskiego. W 1966 objął stanowisko wiceprezesa polskiego PEN Clubu; w tym samym roku jako jego przedstawiciel wyjechał do USA, a także do Francji i Gruzji. W październiku 1966 wziął udział w III Kongresie Kultury Polskiej. Publikował swoją twórczość w wielu periodykach poświęconych literaturze współczesnej. Brał udział w wielu imprezach kulturalnych w Polsce i za granicą, m.in. w Belgii i Jugosławii, w kolejnych festiwalach młodej poezji w Poznaniu, zjazdach pisarzy Ziem Zachodnich i Północnych, sesjach naukowych i kolejnych zjazdach Związku Literatów Polskich. W 1968 związał się z „Miesięcznikiem Literackim”; w tymże roku zwiedzał rodzinne strony Adama Mickiewicza na Litwie i Juliusza Słowackiego na Ukrainie, gdzie wraz z delegacją polskich pisarzy brał udział w rocznicowych obchodach poświęconych Słowackiemu. Wyjechał także do Bułgarii i Belgii.
W 1969 z powodów zdrowotnych przeniósł się do Domu Pracy Twórczej w Oborach. Zmarł nagle 6 października 1970 podczas zjazdu tłumaczy poezji polskiej w sali Związku Autorów i Kompozytorów Scenicznych w Warszawie. Został pochowany w rodzinnej miejscowości na cmentarzu parafialnym przy kościele św. Antoniego Padewskiego w Gwoźnicy Górnej.

## Twórczość
Twórczość poetycką Przybosia można podzielić na dwa etapy.

### Poezja wczesna
Pierwsze zbiory wierszy opublikował w połowie lat dwudziestych. Widać w tej twórczości ogromny wpływ teorii Tadeusza Peipera. Poezja tego okresu wyraża fascynację świadomym wysiłkiem twórczym, pracą dzięki której opanowuje się materię. Bohaterami jego poezji często są robotnicy, rzemieślnicy. Wiersze mówią o procesie twórczym, co zdaje się być metaforą pracy poety. W tym okresie odnajdziemy również fascynację techniką, którą wyraża Przyboś w wierszach używając często typowego naukowego języka.

### Poezja dojrzała
Dojrzała poezja krystalizuje się w latach trzydziestych. Przyboś publikuje w tym czasie trzy tomy wierszy. W miejsce cywilizacji i miasta wkrada się liryka pejzażowa i refleksyjna. Przyboś realizuje założenia poetyki awangardowej. Wiersze cechuje dyscyplina słowa i obrazu. Staje się mistrzem w wykorzystywaniu i spiętrzaniu metafor.
W poezji Przybosia powracają motywy autobiograficzne związane z chłopskim dzieciństwem artysty. Zainteresowanie tematyką ludową nasiliło się w ostatnich latach jego życia, choć poeta do końca odrzucał sentymentalizm, stojąc na pozycjach racjonalizmu i nowoczesności.

### Dorobek poety
Dorobek poety stanowią tomy:
- Śruby (1925)
- Oburącz (1926)
- Z ponad (inna spotykana wersja tytułu – Sponad) (1930)
- W głąb las  (1932)
- Równanie serca (1938)
- Póki my żyjemy (1943)
- Dla Ciebie o mnie (1944)
- Miejsce na ziemi (1944)
- Rzut pionowy (1952)
- Najmniej słów (1955)
- Narzędzie ze światła (1958)
- Próba całości (1961)
- Więcej o manifest (1962)
- Na znak (1965)
- Kwiat nieznany (1968)

Julian Przyboś jest również autorem niezrealizowanego scenariusza filmowego pt. Łuk. Opublikował zbiory esejów: Czytając Mickiewicza, Linia i gwar oraz Sens poetycki, a także dziennik poetycki pt. Zapiski bez daty.

## Życie prywatne
W okresie studenckim był związany uczuciowo z Romaną Zabłocką i Eugenią Minkowską, a w latach 1928–1929 ze swoją uczennicą z cieszyńskiego gimnazjum, taterniczką Marzeną Skotnicówną, która zginęła wraz z siostrą podczas próby zdobycia Zamarłej Turni.
Jego pierwszą żoną była Bronisława Anna z domu Kożdoń, inna uczennica z cieszyńskiego gimnazjum, którą poślubił 2 lipca 1932 w Katowicach. W trzecim okresie krakowskim (1951–1955) związał się z Danutą z domu Kulą, z którą zawarł małżeństwo w 1960 po uzyskaniu rozwodu z pierwszą żoną. Miał trzy córki: z pierwszego małżeństwa Wandę (ur. 1943, etnografkę, żonę francuskiego folklorysty Claude'a Gaignebeta) i Julię (ur. 1947, emerytowaną profesor literatury francuskiej i porównawczej na City University of New York), z drugiego – Utę (ur. 1956, poetkę i malarkę).
Był ateistą.

## Ordery i odznaczenia
- Order Sztandaru Pracy I klasy (1964)[50]
- Krzyż Oficerski Orderu Odrodzenia Polski (19 lipca 1955)[51]
- Złoty Krzyż Zasługi (17 września 1946)[52]
- Medal 10-lecia Polski Ludowej (15 stycznia 1955)[53]
- Krzyż Obrony Lwowa
- Odznaka pamiątkowa „Orlęta”
- Odznaka 1000-lecia Państwa Polskiego
- Odznaka „Zasłużony Działacz Kultury”
- Złota Odznaka honorowa „Za Zasługi dla Warszawy” (1965)[54]

## Nagrody
- Nagroda Ministra Kultury i Sztuki za tom wierszy Póki my żyjemy (1945)[55]
- Nagroda twórcza Wojewódzkiej Rady Narodowej w Rzeszowie w dziedzinie upowszechniania nauki i oświaty za twórczość związaną z ziemią rzeszowską (1961)[56]
- Nagroda Państwowa I stopnia z okazji 20-lecia Polski Ludowej (1964)[57]

## Upamiętnienie
W okresie PRL został ustanowiony Ogólnopolski Konkurs Poezji Współczesnej im. Juliana Przybosia „O Złoty Lemiesz”. Imieniem Juliana Przybosia została nazwana m.in. Miejska Biblioteka Publiczna w Przeworsku.
W latach 1988–2008 w zabytkowej zagrodzie pogórzańskiej z końca XIX w. w Gwoźnicy Górnej funkcjonowało Muzeum Juliana Przybosia, obejmujące zbiory pamiątek po pisarzu i ekspozycję etnograficzną w formie miniskansenu. Jego organizatorem i opiekunem był Krzysztof Ruszel (1944–2021). Dokumenty i fotografie związane z Przybosiem trafiły następnie do Muzeum Okręgowego w Rzeszowie.

## Julian Przyboś w filmie
Postać Juliana Przybosia występuje w filmie Powidoki w reżyserii Andrzeja Wajdy. W postać poety wcielił się Krzysztof Pieczyński.